# Célestin Mbuyu Kabango
Célestin Mbuyu Kabango est un homme politique de république démocratique du Congo. Il fut secrétaire général à l'Économie avant sa nomination au gouvernement d'Antoine Gizenga en tant que vice-ministre du Budget sur la liste du Parti du peuple pour la reconstruction et la démocratie (PPRD). En octobre 2008, il est nommé ministre de l’Intérieur et de la Sécurité dans le gouvernement Muzito. Après le remaniement du 19 février, il quitte le budget pour devenir ministre des Hydrocarbures. Il est membre de la majorité présidentielle.

## Biographie
Il est originaire de la province du Katanga.